# Неклюєнко Микола Павлович
Микола Павлович Неклю́єнко (нар. 2 жовтня 1929, Литвинівка — пом. 10 грудня 2011, Севастополь) — український художник театру і живописець; член Спілки радянських художників України з 1972 року.

## Біографія
Народився 2 жовтня 1929 року в селі Литвинівці (нині Старобільський район Луганської області, Україна) у сім'ї художника. Після закінчення сільської школи у 1944 році вступив до Ворошиловградського художнього училища, проте перервав навчання, оскільки вимушений був поступити до школи фабрично-заводського навчання для отримання робітничої професії. 1951 року все-таки закінчив художнє училище, а 1958 року — Харківський художній інститут за спеціальністю театрально-декоративний живопис. Його викладачами були, зокрема, Борис Косарєв, Валентин Сизиков, Олександр Хмельницький, Михайло Рибальченко, Леонід Братченко.
Після здобуття фахової освіти працював художником-постановником у Чернігівському музично-драматичноиу театрі; у 1959—1980 роках — художником Луганського художньо-виробничого комбінату. 1980 року переїхав до Криму, де працював у майстернях Художнього фонду України в Севастополі. З 1999 року на пенсії. Жив у селі Віліному Бахчисарайського району в будинку на вулиці Чапаєва, № 18, квартира № 34. Помер у Севастополі 10 грудня 2011 року.

## Творчість
Працював у галузі станкового живопису, створював переважно портрети, пейзажі, натюрморти. Серед робіт:
- «Я. Аренський» (1961);
- «Мати» (1963);
- «М. Чернявський» (1963);
- «Реквієм» (1964);
- «Натхнення» (1968);
- «З роботи» (1969);
- «Герой Соціалістичної Праці А. Шпот» (1969);
- «Федір Ковальов» (1969)[3];
- «А. Луговський» (1971);
- «О. Рай» (1975);
- «Дільничний міліціонер В. Осипов» (1977);
- «Після дощу. Крим» (1978);
- «Натхнення» (1980);
- серія «Мій край» (1990—2004);
- «Натюрморт із маками» (1996);
- «Настоятель протоієрей Михаїл» (1999);
- «Натюрморт. Бузок» (2000);
- «Весняний натюрморт» (2002);
- «На березі моря» (2006);
- «Осінній день» (2008);
- «Маки» (2009);
- «Натюрморт із гвоздиками» (2009);
- «Натюрморт з яблуками» (2009);
- «Польові квіти» (2009).

Брав участь у міських, обласних, всеукраїнських, всесоюзних, міжнародних мистецьких виставках з 1959 року. Персональна виставка відбулася у Сімферополі у 2007 році.
Деякі полотна художника зберігаються у музеях Києва, Харкова, Луганська, Севастополя, Сімферополя, в приватних колекціях у США, Німеччині, Італії, Канаді, Австралії.